# Ardres
Ardres  (flämisch Aarden) ist eine französische Kleinstadt mit 4393 Einwohnern (Stand 1. Januar 2022) im Département Pas-de-Calais in der Region Hauts-de-France; sie gehört zum Arrondissement Calais und zum Kanton Calais-2.

## Lage
Die Kleinstadt Ardres ist als Zugangsort mit dem Regionalen Naturpark Caps et Marais d’Opale assoziiert und liegt 14 Kilometer südöstlich von Calais.

## Geschichte
Die zentrale Quelle für die Frühgeschichte der Stadt Ardres ist die Historia comitum Ghisnensium (Die Geschichte der Grafen von Guines), des Ardreser Pfarrers Lambert von Ardres. Die Keimzelle der Stadt war demnach eine Etappenstation an der via regalis zwischen Champagne und Calais. Hier gab es bereits eine Herberge mit Brauerei, außerdem beförderte die Funktion der Dorfwiesen als Austragungsort eines cheolandum oder cheolare genannten Spiels (möglicherweise eine frühe Form des Fußballspiels), die Zentralität des Ortes. Als Gründerin der Stadt gilt Adèle de Selvesse, die Stammmutter der edelfreien Herren der nahegelegenen Burg Selvesse, Lehensleute der Grafen von Guines, wurde. Diese verlegten um 1050 ihre Burg und die zugehörigen Wirtschaftsgebäude nach Ardres. Gleichzeitig erhielt Ardres eine erste bescheidene Umwallung in Gestalt eines einfachen Erdwalls. Zwei Jahrzehnte später, 1069 kam ein Kollegiatstift mit 10 Kanonikern hinzu. Arnold II. von Ardres ließ noch im 11. Jahrhundert Teile der umliegenden ländlichen Bevölkerung nach Ardres umsiedeln und erlangte wenig später vom Grafen Balduin II. von Guines ein Stadtrechtsprivileg nach dem Vorbild der nahegelegenen Handels- und Gewerbestadt Saint-Omer für Ardres.
Die Stadtrechtsverleihung etablierte auch einen Wochenmarkt in Ardres. Die Stadt wurde nicht nur wirtschaftliches, sondern auch militärisches und administratives Zentrum der Herren von Ardres. Die Befestigungsanlagen der Stadt wurden durch einen Graben verstärkt und die herrschaftliche Burg repräsentativ ausgebaut, außerdem nahmen 12 Dienstleute Arnolds II. Sitz in der Stadt. Seinen Abschluss fand der Stadtentstehungsprozess durch die Etablierung einer Bürgergemeinde mit eigenem Schöffenkollegium, die der Herrschaft in der Audomarus-Kirche der Stadt den Bürgereid schwor. Diese Herrschaft, d. h. der Allodialbesitz der Herren von Ardres, war in der Mitte des 12. Jahrhunderts an die Grafen von Guines gefallen. Unter Balduin II. wurde die Stadtanlage völlig erneuert. Ardres erhielt einen regelmäßigen Grundriss und eine zeitgemäße Stadtbefestigung, in die nunmehr auch die herrschaftliche Burg aufging.
- Am 27. Oktober 1396 trafen sich hier der französische König Karl VI. und der englische König Richard II., um die Verhandlungen von Leulinghem (1393), Boulogne-sur-Mer (1394) und Paris (1395) abzuschließen, die einen Waffenstillstand bis 1426 ergeben hatten. Richard nahm Karls Tochter Isabella von Valois im Empfang, die er am 4. November in Calais heiratete.
- Vom 1. bis zum 24. Juni 1520 empfing zwischen Ardres und Guînes der französischen König Franz I. den englischen König Heinrich VIII. im sogenannten Camp du Drap d’Or
- Am 7. Juni 1546 beendete der Vertrag von Ardres die Feindseligkeiten zwischen Kaiser Karl V. und Heinrich VIII.
- 1596 bemächtigte sich Erzherzog Albrecht VII. von Österreich Ardres nach einer Belagerung. Die Stadt wurde 1598 mit dem Frieden von Vervins zurückgegeben.

### Einwohnerentwicklung
| Jahr                       | 1962 | 1968 | 1975 | 1982 | 1990 | 1999 | 2006 | 2015 | 2022 |
| -------------------------- | ---- | ---- | ---- | ---- | ---- | ---- | ---- | ---- | ---- |
| Einwohner                  | 2997 | 3195 | 3126 | 3390 | 3936 | 4154 | 4191 | 4320 | 4393 |
| Quellen: Cassini und INSEE |      |      |      |      |      |      |      |      |      |

## Sehenswürdigkeiten
- Kirche Notre-Dame-de-Grâce
- ehemalige Kapelle der Karmeliter
- Bastion Condette oder Bastion Royal
- unterirdische Getreidesilos Les Poires

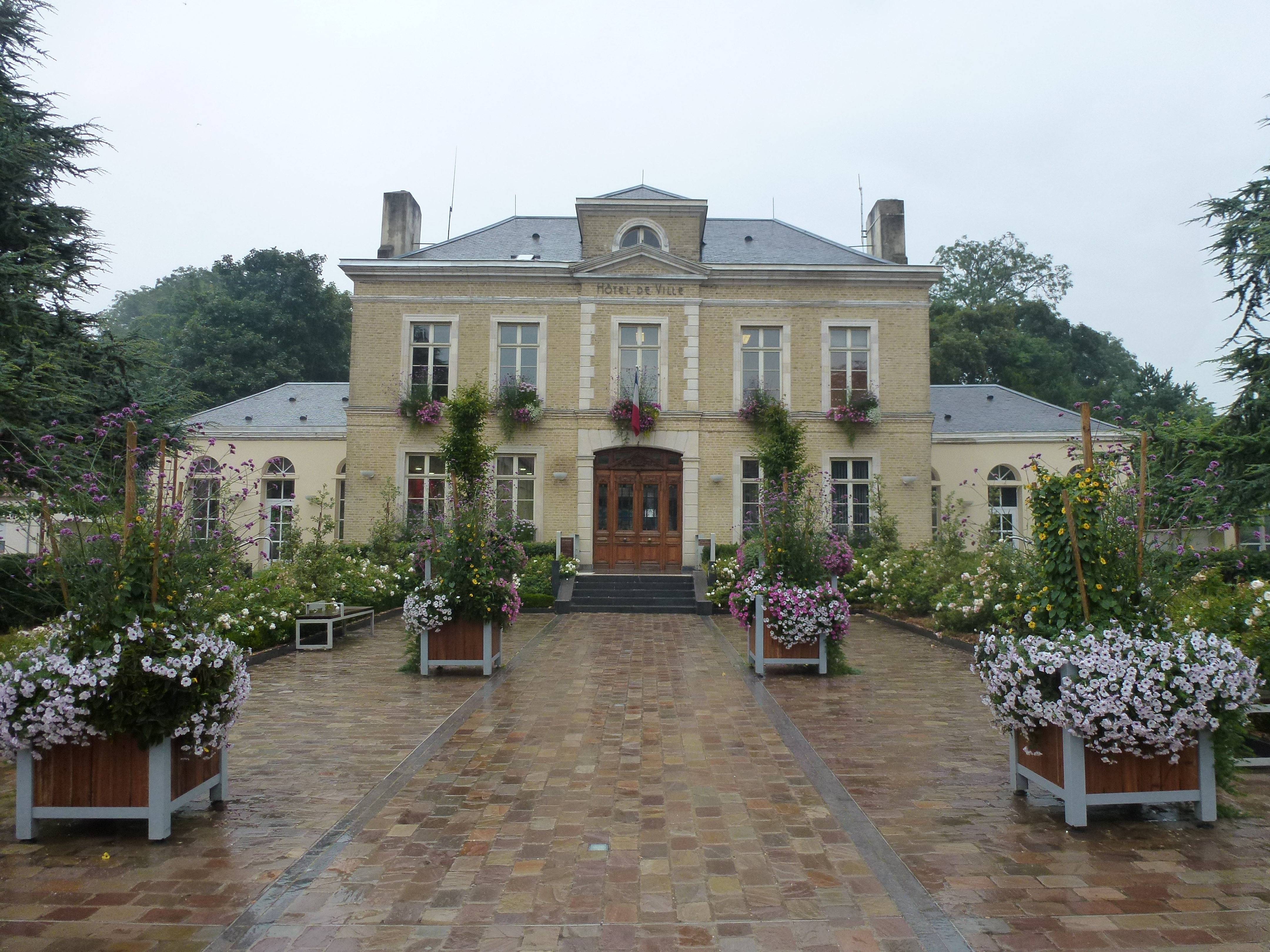
Rathaus (Hôtel de ville)
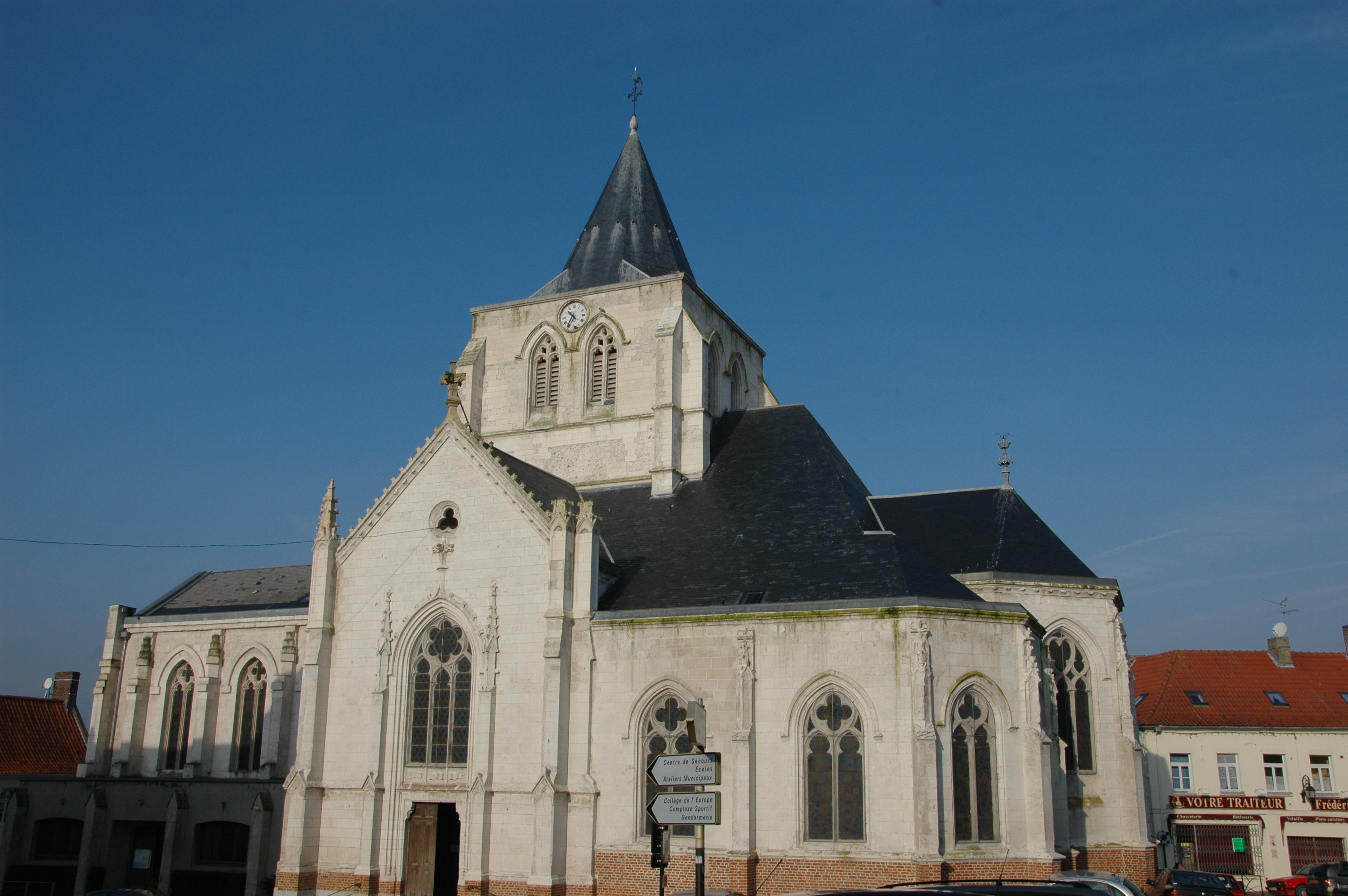
Kirche Notre-Dame-de-Grâce
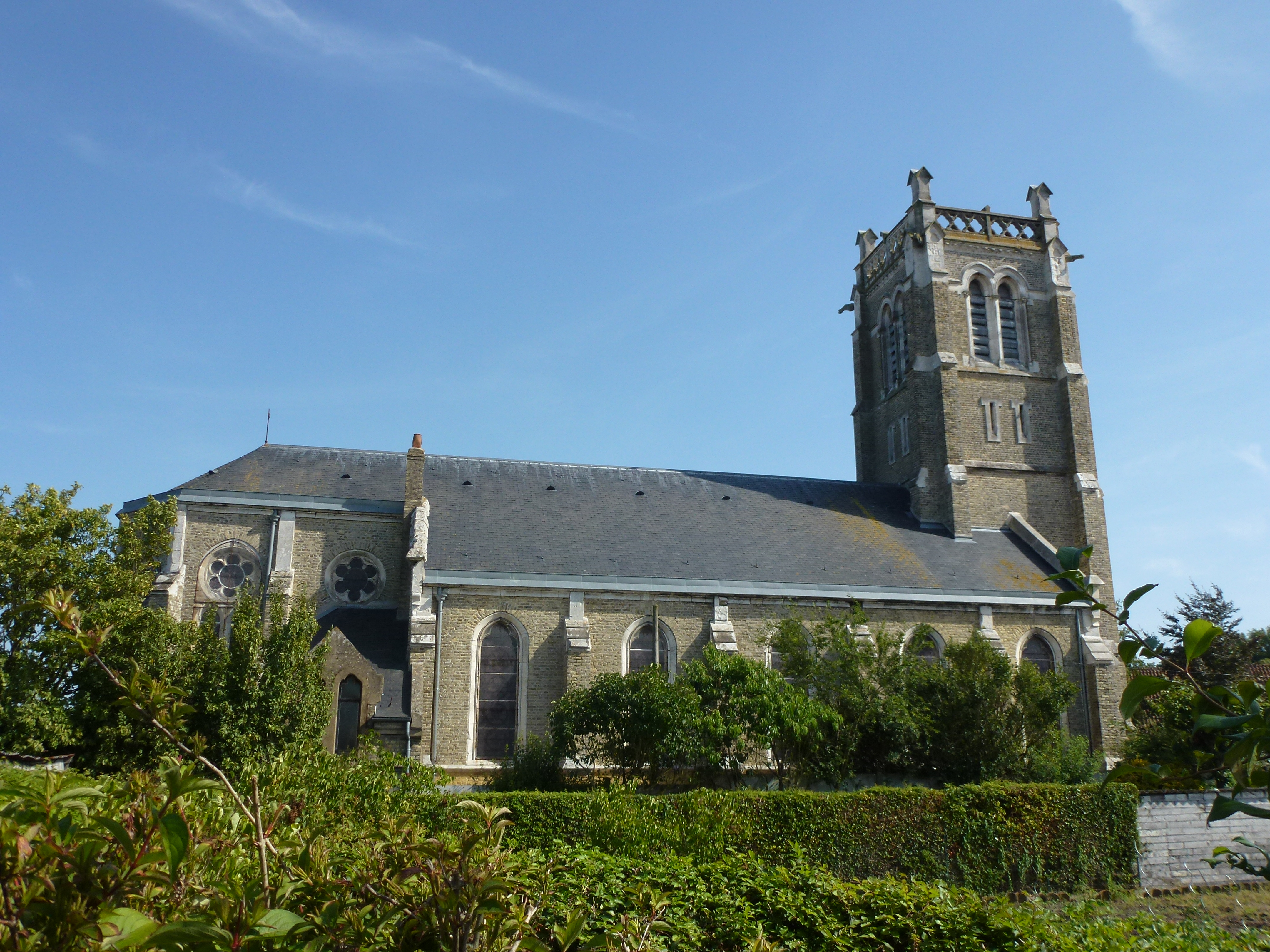
Kirche Saint-Joseph
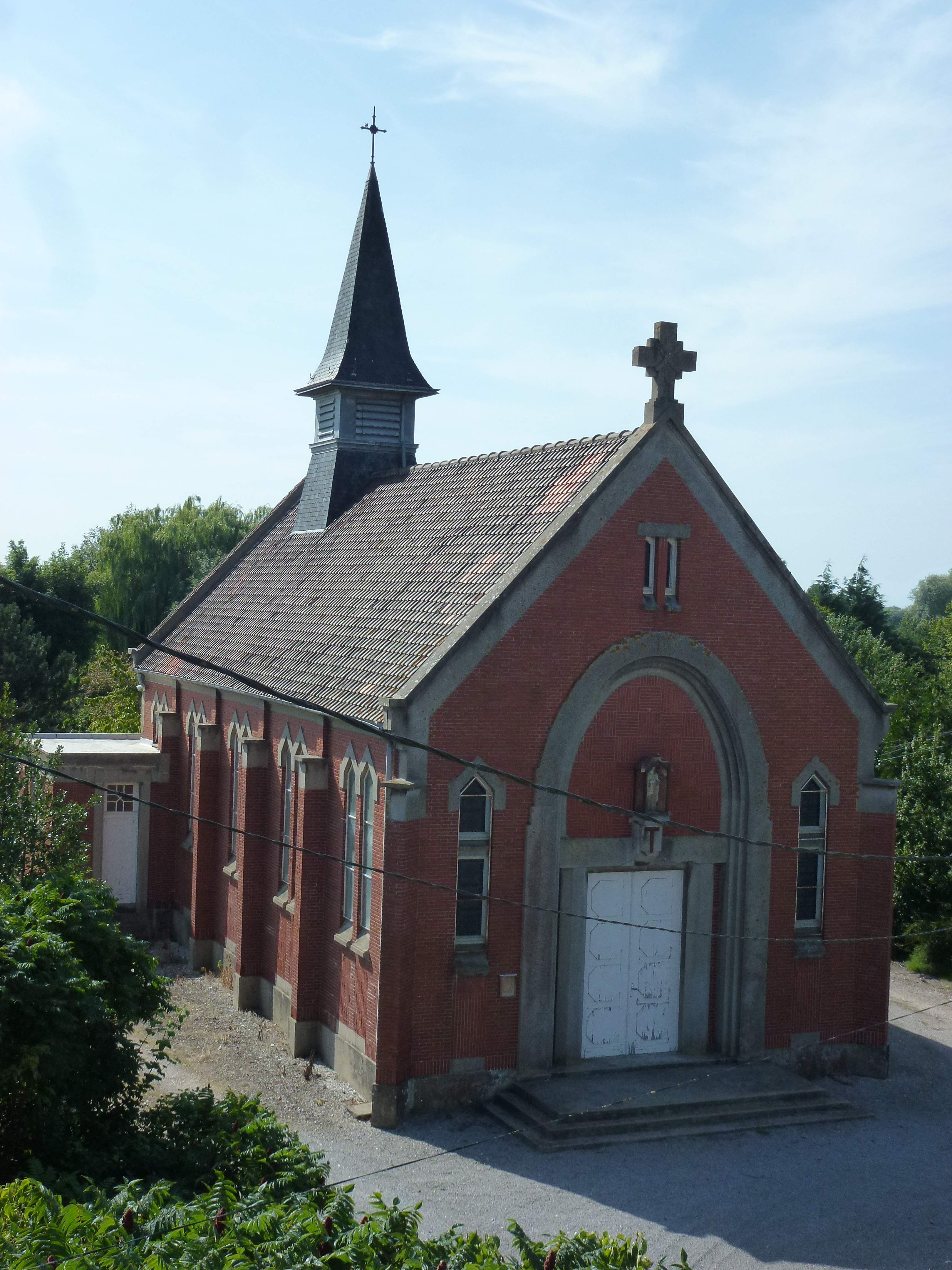
Kapelle Sainte-Thérese
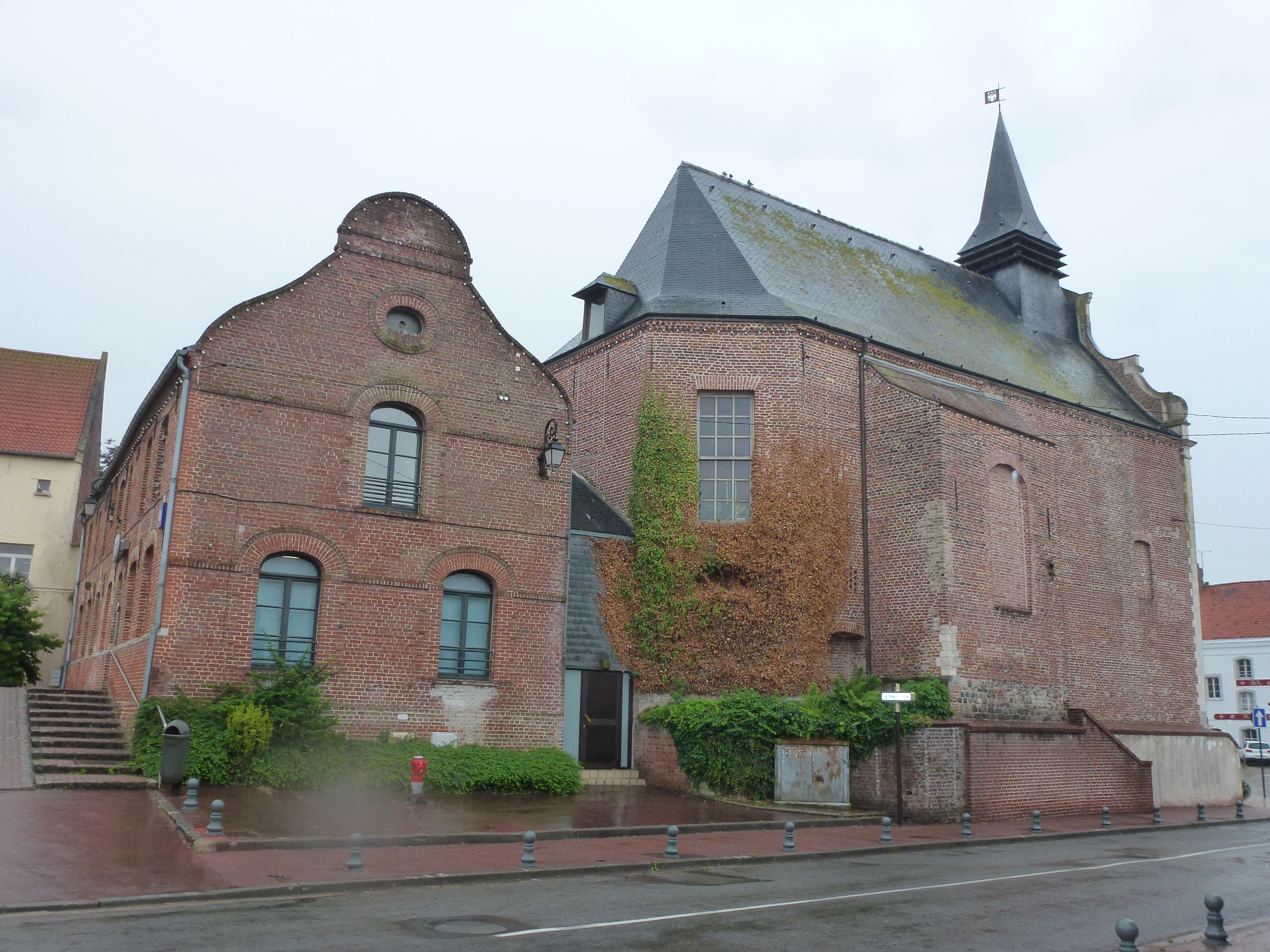
Karmeliterkapelle
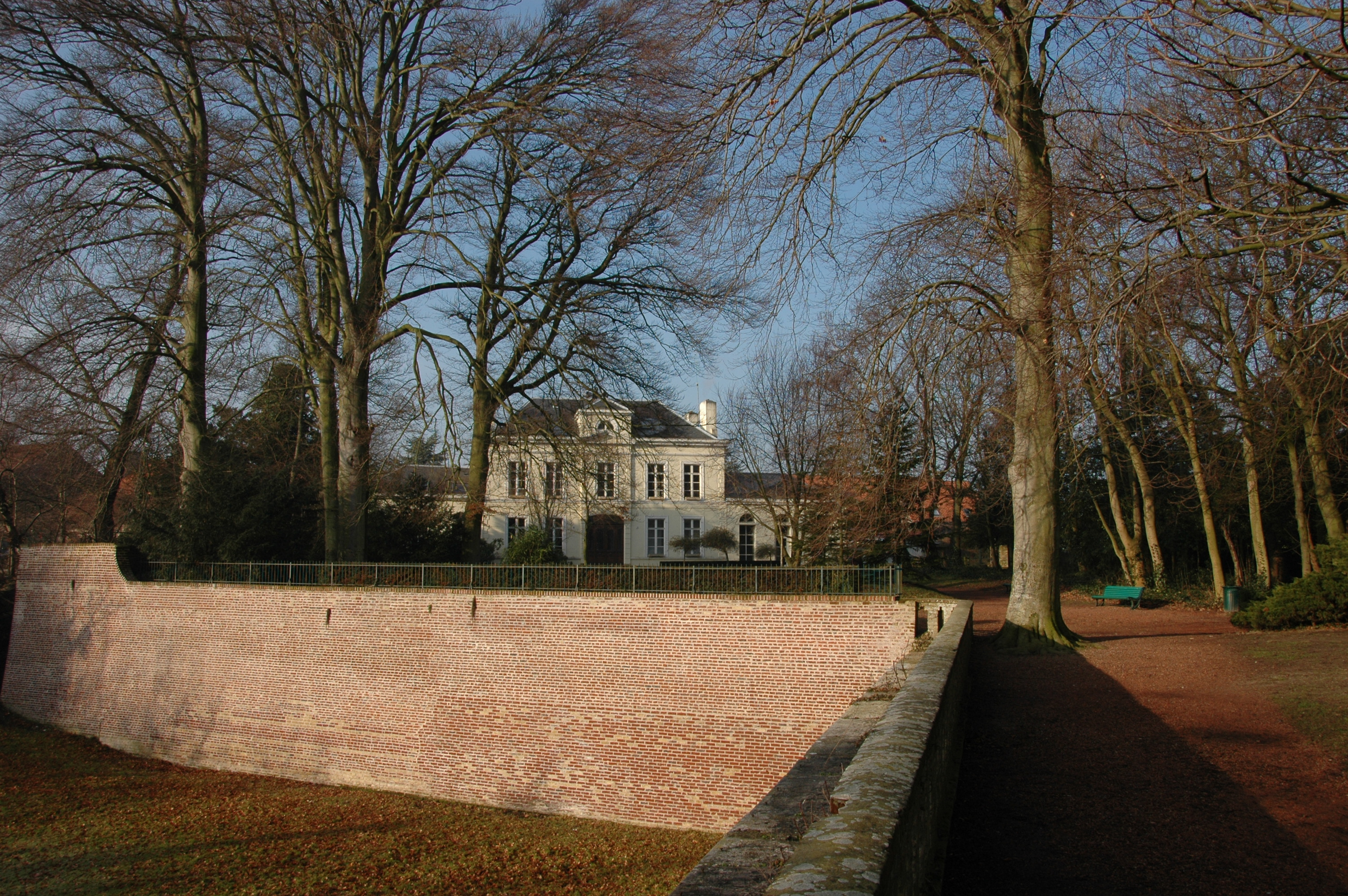
Ehemalige Stadtbefestigung
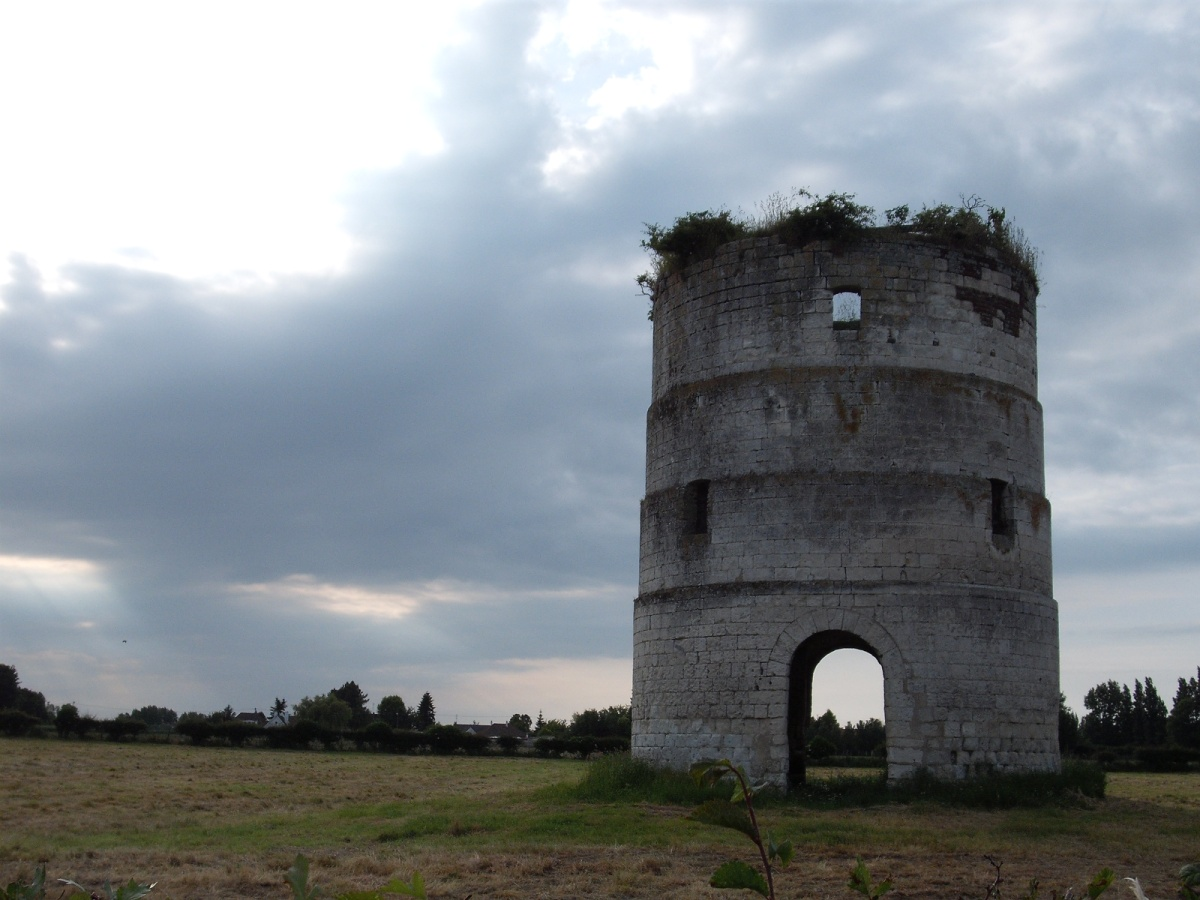
Ruine der alten Windmühle
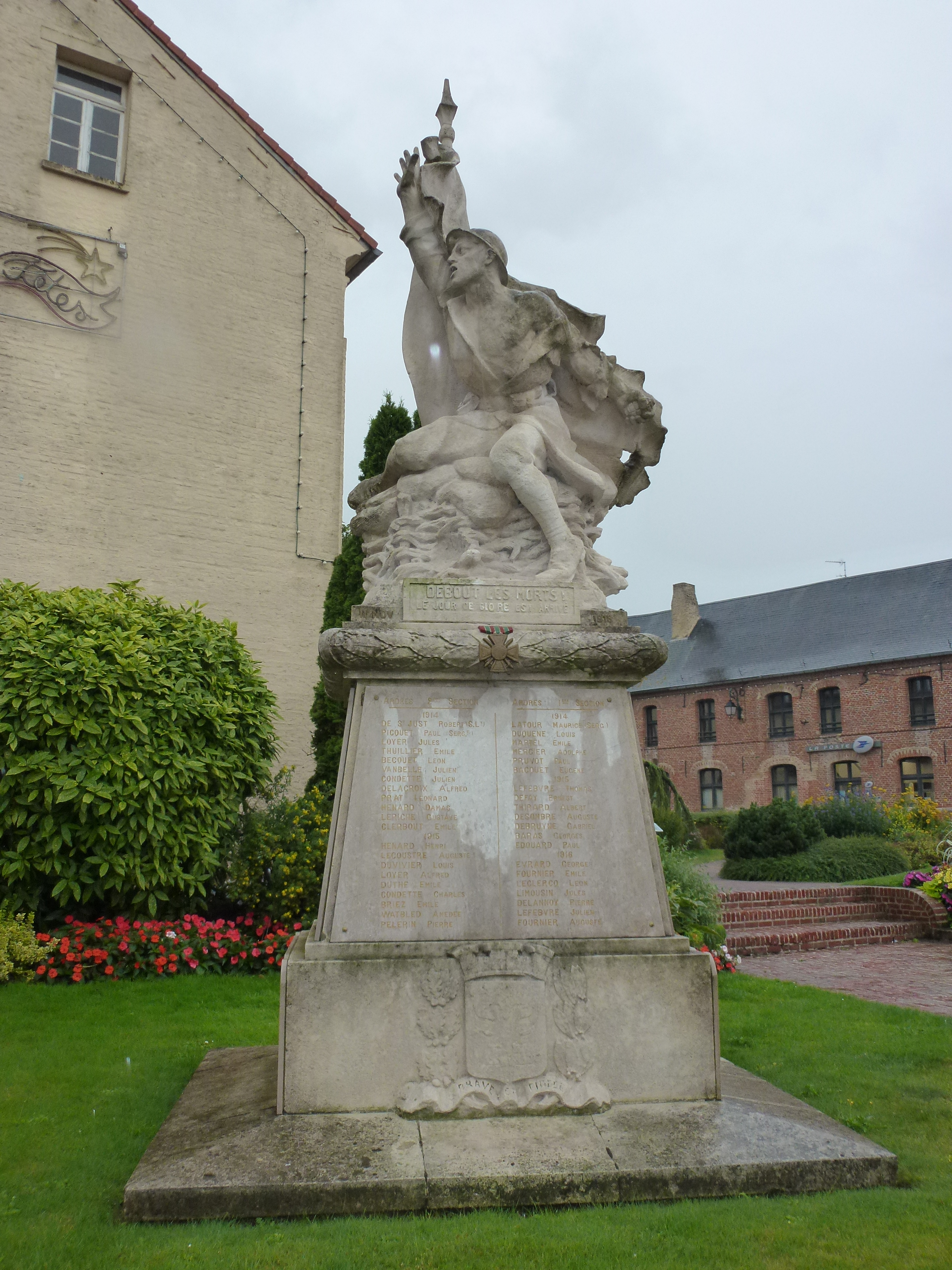
Gefallenendenkmal

## Persönlichkeiten
- Jean-Marie Dorsenne (1773–1812), General der Infanterie (Garde impériale)
- Lambert von Ardres (um 1160–1227), Chronist des 12. Jahrhunderts

## Städtepartnerschaft
- Menden (Sauerland)